# Liste der Patriarchen der Koptisch-Katholischen Kirche
Die folgenden Personen waren Oberhäupter bzw. Patriarchen von Alexandrien der katholischen Kopten:

## Apostolische Vikare
- 1742–174? Athanase
- 174?–1748 Juste Marsghi
- 1748–1751 Jakub Římař OFM (Jacques de Kremsier)
- 1751–1757 Paul d’Angnone
- 1757–1761 Joseph de Sassello
- 1761–1778 Roche Abou Kodsi Sabak de Ghirgha (1. Mal)
- 1778–1781 Gervais d’Ormeal
- 7. Januar 1781–26. Juni 1781 Roche Abou Kodsi Sabak de Ghirgha (2. Mal)
- 1781–1783 Jean Farargi
- 1783–1785 Roche Abou Kodsi Sabak de Ghirgha (3. Mal)
- 1785–1787 Bisciai Nosser
- 1787–1788 Michelange Pacelli de Tricario
- 1788–1822 Mathieu Righet
- 1822–1831 Maxime Jouwed (oder Givaid?)
- 1832–1855 Abou Karim
- 1855–1864 Athanase Cyriaque Khouzam
- 1864–1866 Vakanz
- 1866–1876 Agapios Bishai
- 1876–1887 Antoun di Marco
- 1887–1889 Antoun Nabad
- 1889–1892 Simon Barraia
- 1892–1895 Antoun Kabes
- 1895–27. November 1895 Cyrille Macaire (Kyrillos II.)

## Patriarchen von Alexandrien und der Kopten
- 1895–1898 Cyrille Macaire (Apostolischer Administrator)
- 1898–1908 Kyrillos II. Macaire
- 1908–1927 Maximos Sedfaoui (Apostolischer Administrator)
- 1927–1947 Marc Khouzam (Markos II.) (Apostolischer Administrator)
- 1947–1958 Markos II. Khouzam
- 1958–1986 Stephanos I. Sidarouss (1904–1987) (ab 22. Februar 1965 Kardinal)
- 1986–2006 Stephanos II. Ghattas (2001 Kardinal)
- 2006–2013 Antonios Naguib (2010 Kardinal)
- seit 2013 Ibrahim Isaac Sidrak